# Роналд Рейгън (CVN-76)
Вижте пояснителната страница за други значения на Роналд Рейгън.
„Роналд Рейгън“ (USS Ronald Reagan, означение CVN-76) е деветият самолетоносач от клас Нимиц, както и първият кораб на Военноморските сили на Съединените щати, наименуван в чест на 40-ия президент на САЩ, Роналд Рейгън.
Конкурсът за построяването на „Роналд Рейгън“ е спечелен от корабостроителницата Northrop Grumman Shipbuilding и е построен в Нюпорт Нюз, като договорът е сключен на 8 декември 1994 година, а килът е положен на 12 февруари 1998 г.
Кръстен от Нанси Рейгън, съпруга на Роналд Рейгън, корабът е пуснат във вода на 10 март 2001 г. Приет е на служба на 12 юли 2003 г. с капитан Дж. У. Гудуин.
Корабът има водоизместимост 95 000 t. Развива скорост до 30 възела, като се задвижва от два ядрени реактора, които движат четири витла. Може да плава 20 години без да презарежда гориво, като запасите на борда са достатъчни за 90 дневна автономия. По време на прехода от Атлантическия към Тихия океан, „Роналд Рейгън“ прекосява Магелановия проток, преди да стигне Сан Диего, Калифорния.